# Robert McCall (peintre)
Peintre officiel de la NASA durant de nombreuses années, Robert McCall (1919-2010) a créé pour le compte de l'agence spatiale américaine de nombreux écussons de missions, images et fresques. 
On lui doit aussi l'affiche du film 2001, l'Odyssée de l'espace de Stanley Kubrick peinte en 1968.